# Rasa de la Salada Vella
La Rasa de la Salada Vella és un torrent afluent per la dreta del Cardener que fa tot el seu curs pel terme municipal de Lladurs.

## Descripció
Neix a 1.284 msnm a la Collada que es forma entre el Prat d'Estaques i el Cap d'Estaques. Al llarg del seu curs maté sempre la direcció preponderant cap a sud-est tot escolant-se pel fons de la vall que s'obre entre la Serra Alta, al nord-est i les serres de Vila-seca i del Puit, al sud-oest. Desguassa al Cardener a 636 msnm i a 12 metres aigües amunt del Pont de Ferro.
A banda de les masies de Torrenteller i Castelló, ambdues bastides a la carena de la Serra Alta que fa de partió d'aigües amb la Rasa de Torrenteller, l'única masia bastida en la conca de la Rasa de la Salada Vella és la que li ha donat nom: la Salada Vella.

## Xarxa hidrogràfica
La xarxa hidrogràfica de la rasa de la Salada Vella està integrada per un total de 26 cursos fluvials dels quals 19 són subsidiaris de 1r nivell de subsisiaritat i 6 ho són de 2n nivell. La totalitat de la xarxa suma una longitud de 15.742 m.
| Codi del corrent fluvial | Coordenades del seu origen                                   | longitud (en metres) |
| ------------------------ | ------------------------------------------------------------ | -------------------- |
| Rasa de la Salada Vella  | 42° 5′ 49.32″ N, 1° 32′ 1.441″ E / 42.0970333°N,1.53373361°E | 4.694                |
| E1                       | 42° 5′ 47.33″ N, 1° 32′ 14.96″ E / 42.0964806°N,1.5374889°E  | 215                  |
| E2                       | 42° 5′ 47.09″ N, 1° 32′ 22.87″ E / 42.0964139°N,1.5396861°E  | 404                  |
| D1                       | 42° 5′ 40.06″ N, 1° 32′ 0.033″ E / 42.0944611°N,1.53334250°E | 641                  |
| E3                       | 42° 5′ 39.82″ N, 1° 32′ 39.25″ E / 42.0943944°N,1.5442361°E  | 658                  |
| E3·D1                    | 42° 5′ 40.55″ N, 1° 32′ 34.45″ E / 42.0945972°N,1.5429028°E  | 180                  |
| E3·D2                    | 42° 5′ 38.87″ N, 1° 32′ 28.17″ E / 42.0941306°N,1.5411583°E  | 375                  |
| D2                       | 42° 5′ 27.55″ N, 1° 31′ 57.62″ E / 42.0909861°N,1.5326722°E  | 680                  |
| D2·E1                    | 42° 5′ 31.92″ N, 1° 32′ 1.501″ E / 42.0922000°N,1.53375028°E | 204                  |
| D3                       | 42° 5′ 19.05″ N, 1° 31′ 57.62″ E / 42.0886250°N,1.5326722°E  | 606                  |
| E4                       | 42° 5′ 25.34″ N, 1° 32′ 47.26″ E / 42.0903722°N,1.5464611°E  | 562                  |
| E4·D1                    | 42° 5′ 29.49″ N, 1° 32′ 42.41″ E / 42.0915250°N,1.5451139°E  | 196                  |
| D4                       | 42° 5′ 10.48″ N, 1° 32′ 0.138″ E / 42.0862444°N,1.53337167°E | 777                  |
| D5                       | 42° 5′ 2.714″ N, 1° 32′ 30.89″ E / 42.08408722°N,1.5419139°E | 696                  |
| E5                       | 42° 5′ 13.27″ N, 1° 32′ 56.26″ E / 42.0870194°N,1.5489611°E  | 560                  |
| D6                       | 42° 4′ 50.45″ N, 1° 32′ 34.30″ E / 42.0806806°N,1.5428611°E  | 496                  |
| D6·E1                    | 42° 4′ 55.19″ N, 1° 32′ 34.54″ E / 42.0819972°N,1.5429278°E  | 233                  |
| E6                       | 42° 4′ 58.42″ N, 1° 33′ 6.976″ E / 42.0828944°N,1.55193778°E | 292                  |
| D7                       | 42° 4′ 41.27″ N, 1° 32′ 52.87″ E / 42.0781306°N,1.5480194°E  | 499                  |
| E7                       | 42° 4′ 51.68″ N, 1° 33′ 17.24″ E / 42.0810222°N,1.5547889°E  | 389                  |
| E7·E1                    | 42° 4′ 56.28″ N, 1° 33′ 13.25″ E / 42.0823000°N,1.5536806°E  | 263                  |
| D8                       | 42° 4′ 33.65″ N, 1° 33′ 3.941″ E / 42.0760139°N,1.55109472°E | 602                  |
| D9                       | 42° 4′ 32.07″ N, 1° 33′ 9.286″ E / 42.0755750°N,1.55257944°E | 266                  |
| D10                      | 42° 4′ 26.66″ N, 1° 33′ 17.94″ E / 42.0740722°N,1.5549833°E  | 485                  |
| E8                       | 42° 4′ 58.78″ N, 1° 33′ 32.10″ E / 42.0829944°N,1.5589167°E  | 613                  |
| D11                      | 42° 4′ 27.33″ N, 1° 33′ 50.90″ E / 42.0742583°N,1.5641389°E  | 271                  |

## Perfil del seu curs

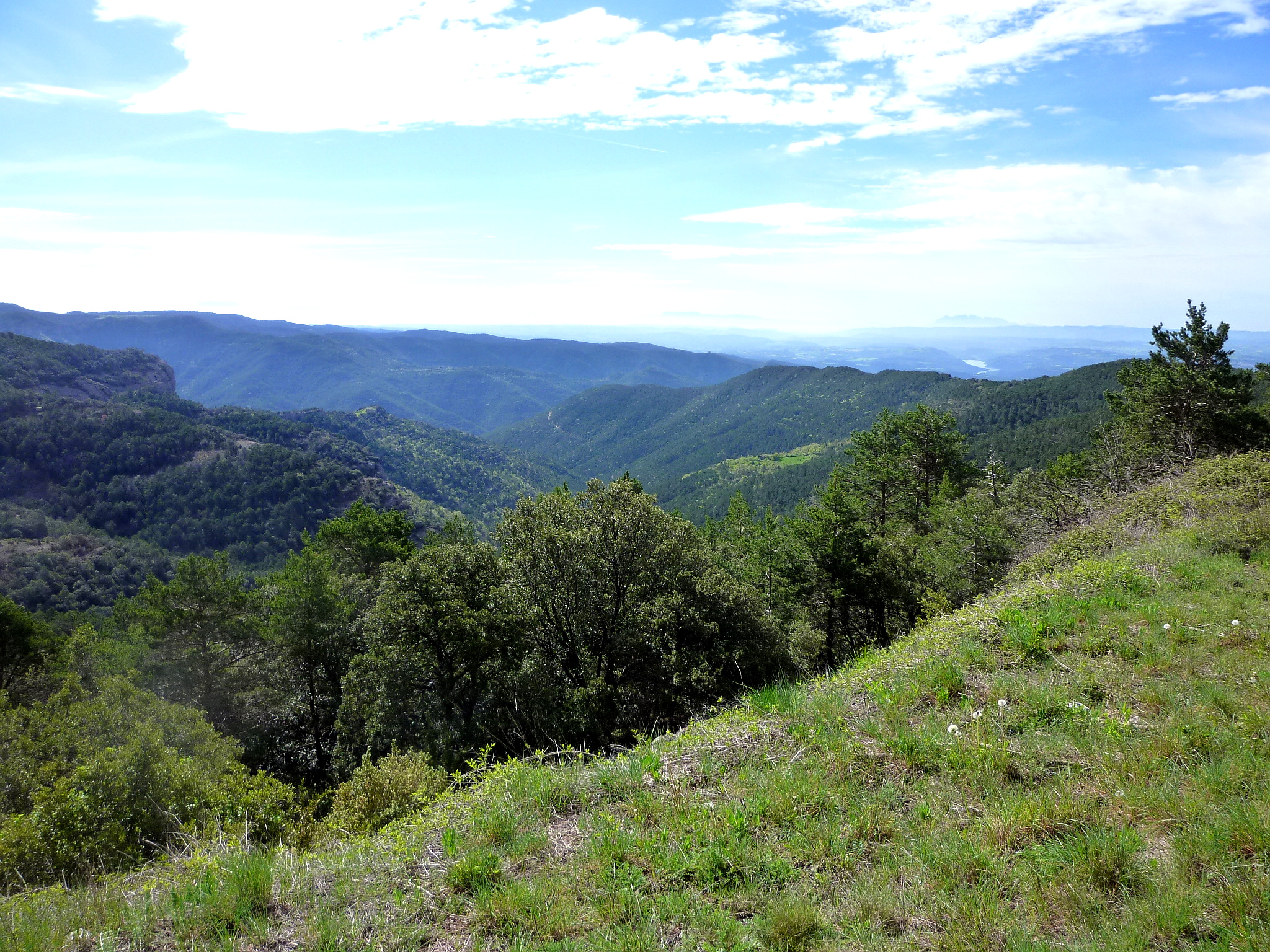
Vista de la rasa. (Imatge amb anotacions)

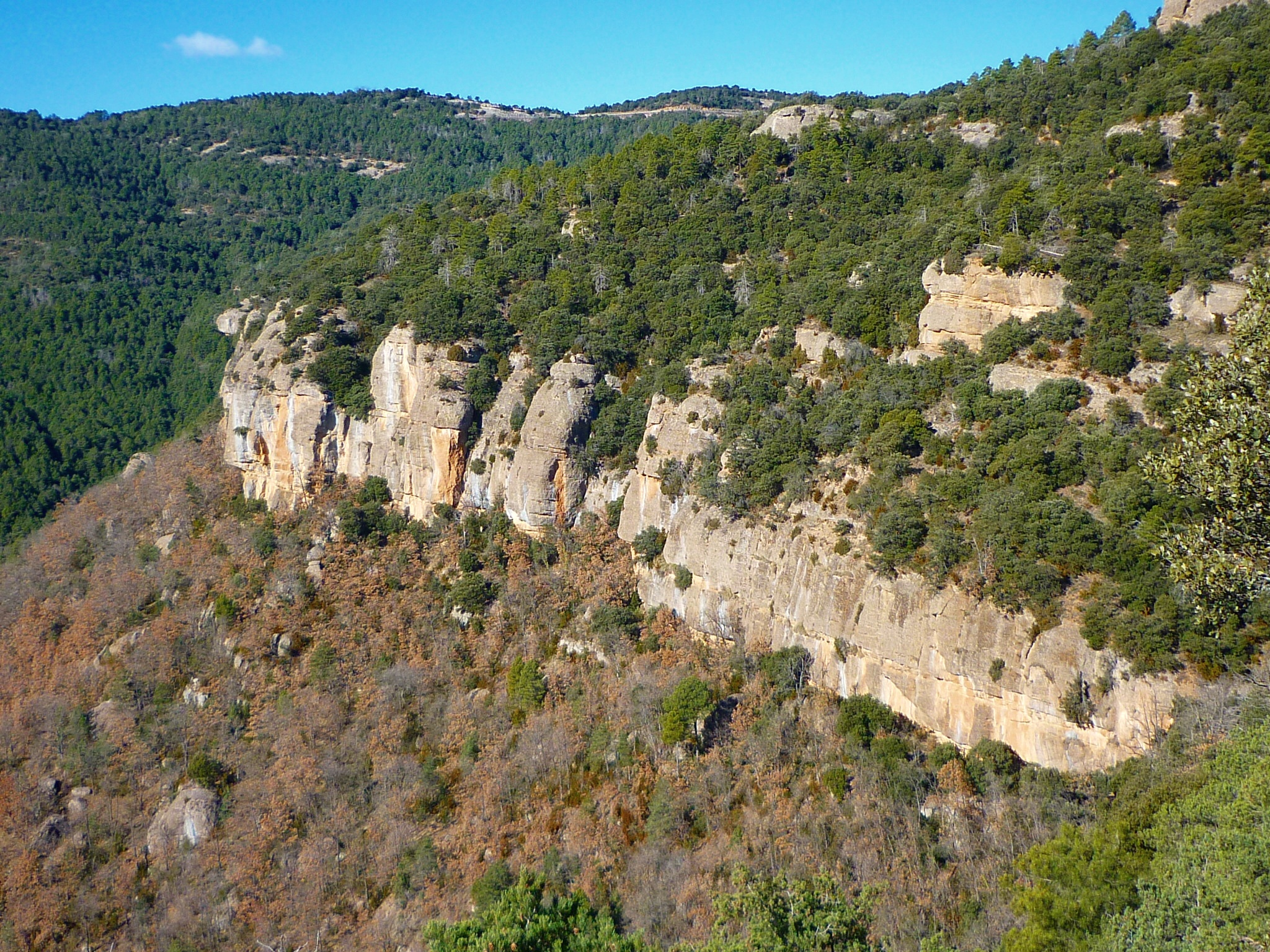
Cingles de la Segarra

| Recorregut (en m.) | Altitud (en m.) | Pendent |
| ------------------ | --------------- | ------- |
| 0                  | 1.284           | -       |
| 250                | 1.165           | 47,6%   |
| 500                | 1.105           | 24,0%   |
| 750                | 1.074           | 12,4%   |
| 1.000              | 1.025           | 19,6%   |
| 1.250              | 966             | 23,6%   |
| 1.500              | 940             | 10,4%   |
| 1.750              | 918             | 8,8%    |
| 2.000              | 875             | 17,2%   |
| 2.250              | 858             | 6,8%    |
| 2.500              | 845             | 5,2%    |
| 2.750              | 823             | 8,8%    |
| 3.000              | 803             | 8,0%    |
| 3.250              | 792             | 4,4%    |
| 3.500              | 762             | 12,0%   |
| 3.750              | 739             | 9,2%    |
| 4.000              | 724             | 6,0%    |
| 4.250              | 698             | 10,4%   |
| 4.500              | 671             | 10,8%   |
| 4.694              | 636             | 18,0%   |